# Квинт Фабий Максим (эдил)
Квинт Фа́бий Ма́ксим (лат. Quintus Fabius (Maximus); умер после 266 года до н. э.) — римский политический деятель из патрицианского рода Фабиев, курульный эдил 267 года до н. э. Упоминается в источниках только в связи с эдилитетом: Квинт и его коллега Гней Апроний избили послов из Аполлонии и за это были выданы аполлонийцам. Предположительно Квинт Фабий был сыном трёхкратного консула Квинта Фабия Максима Гургита и отцом Квинта Фабия Максима Кунктатора.